# Subbayya Sivasankaranarayana Pillai
Subbayya Sivasankaranarayana Pillai (Nagarkovil, India, 1901. április 5. – Kairó, Egyiptom, 1950. augusztus 31.) indiai matematikus.

## Élete
A középszintű tanulmányait a Scott Christian College-ban kezdte meg. Ezután a BSc fokozatát a University College Trivandrumon szerezte meg. 1927-ben a Madrasi Egyetemre került ösztöndíjas kutatóként és olyan professzorokkal dolgozott együtt, mint K. Ananda Rau és Ramaswamy S. Vaidyanathaswamy. 1929 és 1941 között az Annamalai Egyetemen volt előadó. Ekkor kezdett foglalkozni a Waring-problémával. 1941-ben a Travancorei Egyetemre ment, majd egy évvel később a Kalkuttai Egyetemen volt előadó. 1950-ben a sikereinek köszönhetően meghívták a Princetoni Egyetemre, az Institute for Advanced Study-ban és a Harvard Egyetemen tartott Nemzetközi Matematikus Kongresszusra, de az odaúton a gépe lezuhant Kairónál.